# Recurso extraordinário
Recurso extraordinário (de sigla RE), no direito processual brasileiro, é o meio pelo qual se impugna perante o Supremo Tribunal Federal uma decisão judicial proferida por um tribunal estadual ou federal, ou por uma Turma recursal de um juizado especial, sob a alegação de contrariedade direta e frontal ao sistema normativo estabelecido na Constituição da República.
Não se trata de recurso que contesta apenas decisões de  Tribunal de Justiça (TJ) ou Tribunal Regional Federal (TRF), pois a Constituição Federal, em seu art. 102, III, não faz qualquer menção à origem do julgado. Portanto, o recurso extraordinário poderia impugnar qualquer acórdão - não somente dos  TJ e TRF, mas também os oriundos de Turmas Recursais dos JECrim - ao contrário do que diz a CF quanto ao recurso especial, que se aplica apenas às decisões de única ou última instância proferidas por TRF ou TJ. 

## Hipóteses de cabimento
Nos termos do artigo 102, inciso III, da Constituição Brasileira, o RE é cabível quando se alegar que a decisão de tribunal recorrido (a quo):
1. contrariar dispositivo da Constituição do Brasil;
2. declarar a inconstitucionalidade de tratado ou lei federal;
3. julgar válida lei ou ato de governo local contestado em face da Constituição.
4. julgar válida lei local contestada em face de lei federal.

Se o caso admita e exija a interposição simultânea do Recurso Extraordinário e o Recurso Especial, ambos deverão ser entregues aos respectivos órgãos competentes dentro do mesmo prazo recursal, que é de 15 dias, sendo que serão julgados autonomamente.
Será julgado, em regra, primeiro o Recurso Especial, para que depois, caso não tenha sido prejudicado, seja julgado o Recurso Extraordinário.
Outro requisito de admissibilidade do RE é a Repercussão Geral demonstrada no art. 102, III, § 3º incluída na Constituição de 1988 pela emenda constitucional 45 de 2004 e art. 543-A do CPC, onde para ser admitido o RE a parte deverá demonstrar a relevância jurídica, política, social ou econômica que ultrapassem os interesses subjetivos da causa.
Súmula 735 do STF: Não cabe recurso extraordinário contra o acórdão que defere medida liminar.
Esta via recursal já foi muito utilizada como via protelatória, razão pela qual de acordo com o Art. 80. Do CPC, considera-se litigante de má-fé aquele que: VII - interpuser recurso com intuito manifestamente protelatório. O juiz condenará o litigante de má-fé a pagar multa, que deverá ser superior a um por cento e inferior a dez por cento do valor corrigido da causa, a indenizar a parte contrária pelos prejuízos que esta sofreu e a arcar com os honorários advocatícios e com todas as despesas que efetuou.

## Objetivo
O objetivo do recurso extraordinário é a uniformidade da interpretação das normas constitucionais objetivas, não a defesa do interesse subjetivo dos litigantes.

## Efeitos
A espécie possui apenas o efeito devolutivo naturalmente. Em casos excepcionais, para se agregar o efeito suspensivo, que faz sustar a execução definitiva, é necessário o ajuizamento de uma ação cautelar no Supremo (hipótese de cautelar incidental). Dessa forma, considerando precisamente o recurso, este apenas devolve ao Poder Judiciário a apreciação da matéria recorrida, mas não suspende a execução da decisão contestada, conforme o art. 542, § 2°, do Código de Processo Civil Brasileiro.